# Легран, Жак Амабль
Жак Ама́бль Легра́н (фр. Jacques Amable Legrand), псевдоним До́ктор Ма́гнус (Docteur Magnus; 29 августа 1820 — 6 июня 1912), — один из первых французских коллекционеров почтовых марок в XIX веке, организатор и теоретик филателии. Его называют «отцом французской филателии», а также «отцом научной филателии». Автор основополагающей работы о водяных знаках (1866) и целого ряда других филателистических публикаций.

## Вклад в филателию
Ж. А. Легран приобщился к филателии благодаря своему девятилетнему сыну в 1862 году.
Жан Легран участвовал в деятельности обзорного издания «Темброфил» («Le Timbrophile»; издатель — «Pierre Mahé & Son»), где в апреле — июле 1865 года появились его первые статьи по водяным знакам.
Легран предложил способ для измерения зубцовки марок и с этой же целью разработал зубцемер, описанный им в августе 1866 года в журнале «Le Timbre-Poste». Выступал за употребление термина «филателия» вместо применяемого французского термина «тембрология» («timbrologie»).
Легран был в числе парижских коллекционеров, которые в 1865 году организовали первый в истории филателии клуб — Филателистическое общество (Socíeté Philatelique), однако оно просуществовало менее двух лет.
В 1874 году он стал редактором нового журнала «Le Timbres-Fiscal», посвященного фискальным маркам, новому тогда ещё направлению в филателии.
Жан Легран — один из основателей Французского общества тембрологии (Société française de timbrologie, 14 июня 1875), его первый секретарь, а также основатель и главный редактор журнала этого общества «Сосьетэ Франсез де Темброложи». Был одним из организаторов I Международного конгресса филателистов в Париже (1878).
Легран создал многие выдающиеся коллекции, которые содержали большое число филателистических редкостей. Однако большинство своих коллекций он продал в 1897 году. Он также владел одной из самых крупных филателистических библиотек в Европе.

## Почётные звания и награды
Легран был удостоен многих наград за свои филателистические исследования. В 1906 году награждён медалью Линденберга. Он был также включён в качестве одного из «отцов филателии» в почётный «Список выдающихся филателистов». В 2001 году его имя появилось в Зале славы Американского филателистического общества.

## Избранные труды
В апреле 1866 года Легран выпустил книгу «Essai sur les Filigranes et les Papiers Employés à la Fabrication des Timbres-postes» («Очерк о водяных знаках и бумаге, которые применяются при производстве почтовых марок») — первую в истории филателии (до этого времени издавались только каталоги). Книга была напечатана тиражом 527 экземпляров. В течение последующих двух десятилетий он писал в основном о производстве марок, цветах, бумаге, зубцовке.
Легран был также соавтором каталога почтовых марок Молдавии и Румынии (вместе с Ж.-Б. Моэнсом, 1869), автором книги о марках Японии, нескольких других книг и статей в ведущих филателистических журналах.
В 1907—1909 годах он опубликовал каталог филателистической литературы в виде серии публикаций в журнале «Le Circulaire Philatélique».